# Conubium
Le conubium , ou connubium, était dans le droit romain la possibilité de contracter un mariage avec une personne. C'est ce que permet la Lex Canuleia en 445 av.J.-C., règlementant le mariage entre patriciens et plébéiens. Avec l'édit de Caracalla de 212, tous les citoyens romains ont accès au mariage, ce qui fait perdre au conubium sa signification pour ne devenir qu'un synonyme de mariage.